# Tiger 131
O Tiger 131 é um tanque pesado alemão Tiger I capturado pelo Exército Britânico na Tunísia durante a Segunda Guerra Mundial. Preservado no Museu de Tanques em Bovington, Dorset, na Inglaterra, é atualmente o único Tiger I operacional do mundo.

## Serviço alemão
Conhecido pelos Aliados como Tiger I, a designação do modelo alemão era Panzerkampfwagen VI, Tiger I (H1), Sd. Kfz . 181. Foi construído em Kassel, no sul da Alemanha; o casco foi construído pela Henschel, enquanto a torre foi feita pela Wegmann AG. O tanque foi concluído em fevereiro de 1943. Foi enviado para a Tunísia entre 12 de março e 16 de abril de 1943. O tanque foi designado para o Schwere Panzer-Abteilung 504 (504º Batalhão de Tanques Pesados) durante a campanha da Tunísia na guerra mais ampla no Norte da África. Foi colocado na Companhia nº 1, Pelotão nº 3, como o 1º tanque (comandante do pelotão), dando-lhe o número tático 131 pintado na torre, pelo qual passou a ser conhecido.

## Captura

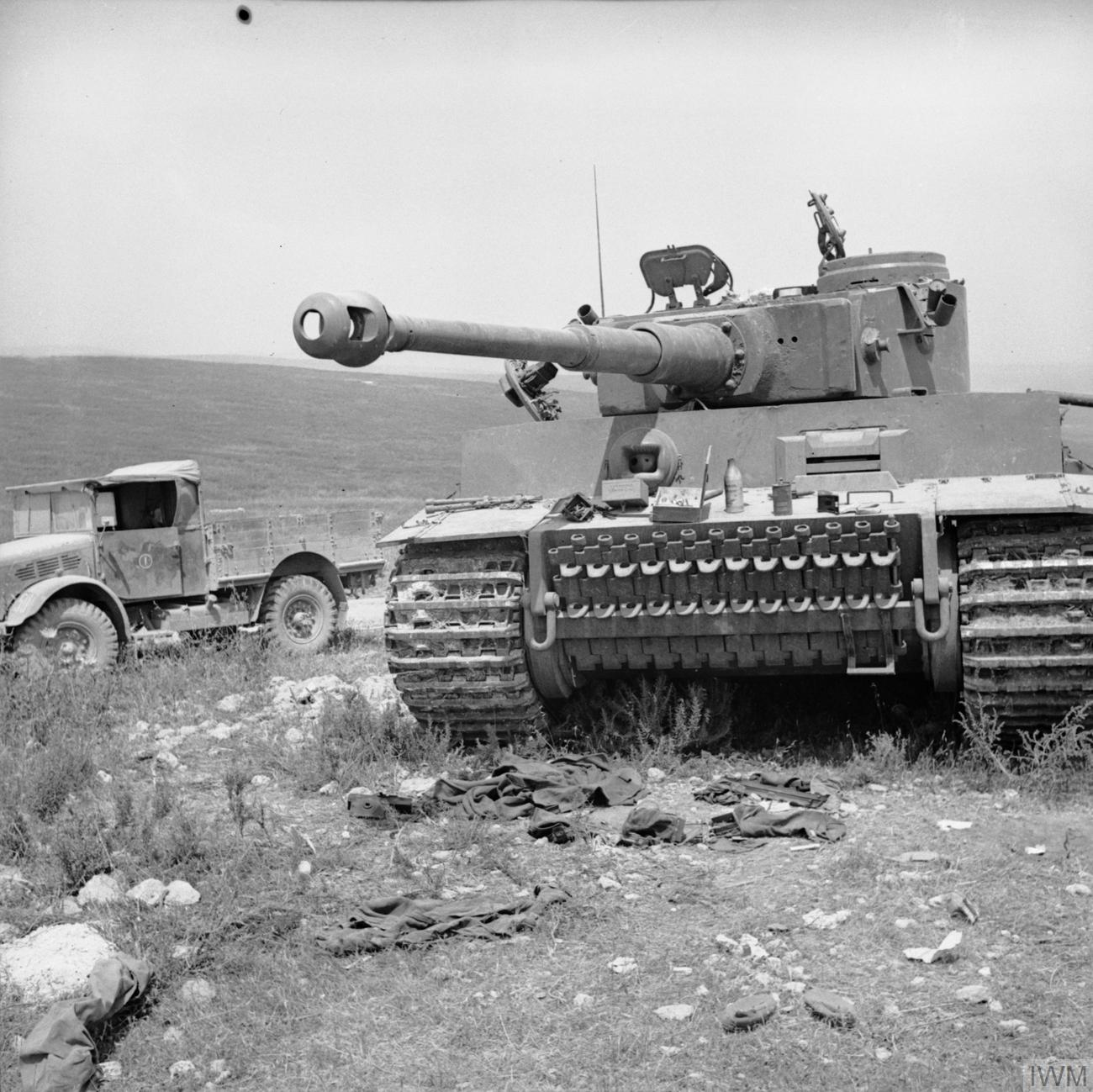
O Tiger 131 fotografado na Tunísia em 6 de maio de 1943.

Até 2019, o Museu de Tanques acreditava que o Tanque Tiger 131 foi capturado em Djebel Djaffa, na Tunísia, em 21 de abril de 1943. O veículo praticamente intacto foi imobilizado depois que o Afrika Korps lançou um ataque de desgaste na noite de 20/21 de abril de 1943, enquanto os Aliados preparavam um grande ataque em direção a Túnis. Os alemães atacaram quatro pontos simultaneamente, incluindo um passo no lado norte de uma colina chamada Djebel Djaffa. Dois Tigers e vários outros tanques avançaram por esta passo antes do amanhecer e foram gradualmente repelidos durante o dia. Um Tiger foi atingido por três tiros dos canhões de 6 libras (57mm) dos tanques Churchill do Esquadrão A, 4ª Tropa do 48º Regimento Real de Tanques (48 RTR). Um tiro certeiro atingiu o cano do canhão do Tiger e ricocheteou no anel da torre, prejudicando sua capacidade de rotação, ferindo o motorista e o artilheiro da frente e destruindo o rádio. Um segundo tiro atingiu o suporte de elevação da torre, desativando o dispositivo de elevação do canhão. Um terceiro tiro atingiu a escotilha do municiador, desviando fragmentos para a torre. A tripulação alemã escapou, levando consigo os feridos e deixando para trás o tanque destruído, mas ainda em condições de ser dirigido e praticamente intacto. O tanque foi tomado pelos britânicos quando capturaram a colina Djebel Djaffa.
A história oficial mudou em abril de 2019, quando Dale Oscroft visitou o Museu de Tanques. Ele ficou impressionado com a semelhança entre o Tiger 131 e uma história que seu pai, John Oscroft, lhe contou quando ele fazia parte do 2º Batalhão Sherwood Foresters, que capturou uma posição chamada "Point 174" (Gueriat el-Atach) sem o apoio prometido de tanques. Após sua captura, os alemães contra-atacaram imediatamente com tanques, incluindo Tigers. John Oscroft foi instruído a atingir um Tiger com sua arma antitanque PIAT. Depois de rastejar para frente para chegar o mais perto possível, ele atirou, mas o projétil ricocheteou no Tiger, então ele não atirou novamente. Nesse momento, os tanques de apoio Churchill haviam chegado e um tiro de um Churchill do 142º Regimento RAC ou do 48º RTR emperrou a torre, forçando a tripulação do Tiger a abandonar o seu tanque. Provas fotográficas e documentais corroboraram a história de Oscroft, provando que o Tiger 131 era o tanque desativado no Ponto 174 em 24 de abril de 1943 e não o Tiger capturado em Djebel Djaffa em 21 de abril.

### Alegação rejeitada
Um artigo de 2012 no jornal Daily Mail, seguido por um livro de Noel Botham e Bruce Montague intitulado Catch that Tiger, afirmou que o Major Douglas Lidderdale, o oficial de engenharia da REME que supervisionou o retorno do Tiger 131 à Inglaterra, foi o responsável pela captura do Tiger 131 como líder de uma missão secreta nomeada por Winston Churchill para obter um Tiger para a inteligência aliada. Este relato foi rejeitado pelo Museu de Tanques como impreciso porque contradiz as cartas e documentos pessoais de Lidderdale, que afirmavam que ele não estava pessoalmente presente quando o Tiger foi capturado.

## Preservação

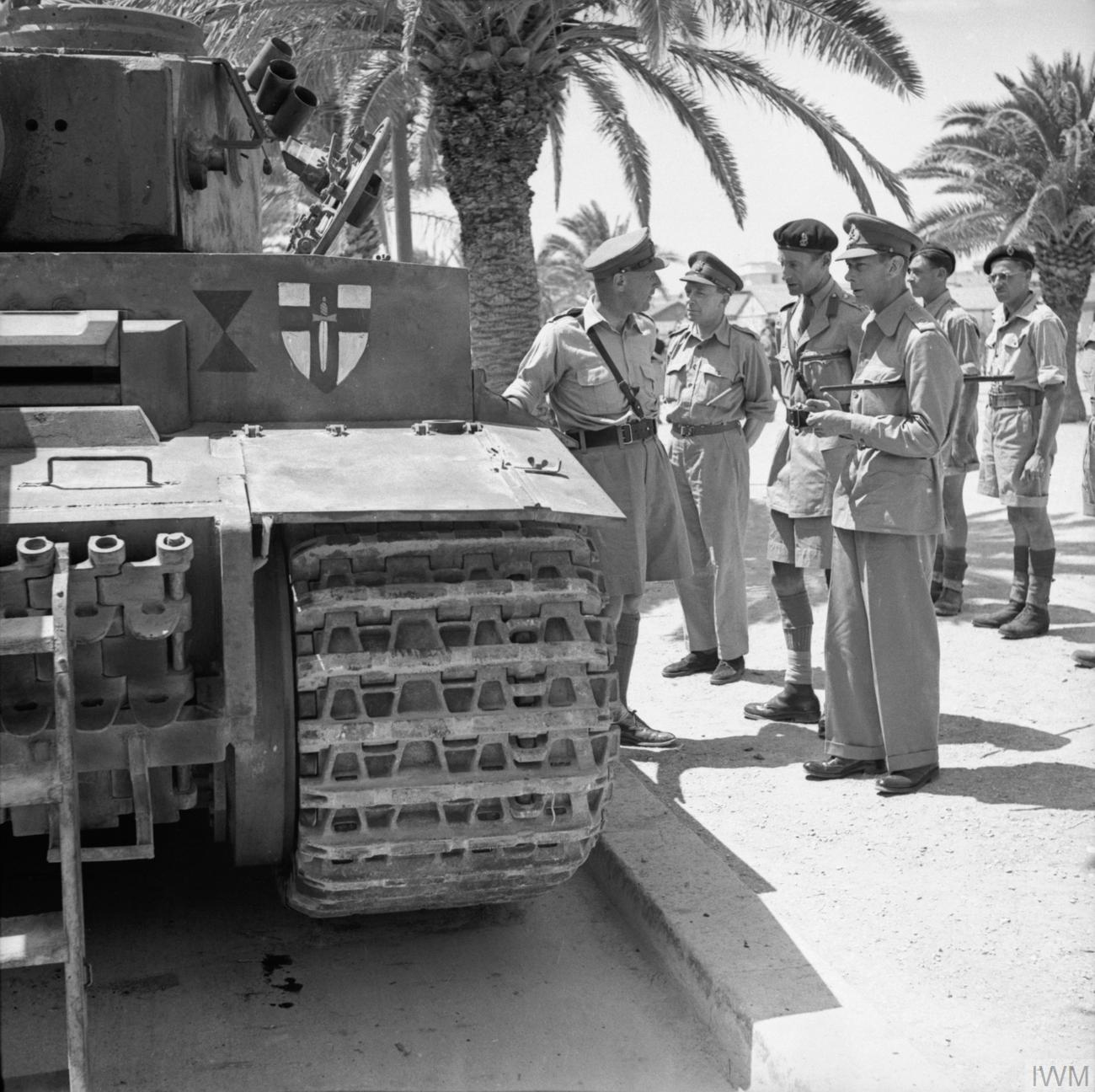
O rei Jorge VI inspecionando o Tiger 131 em Túnis, em junho de 1943. O emblema do Primeiro Exército Britânico foi pintado no tanque.

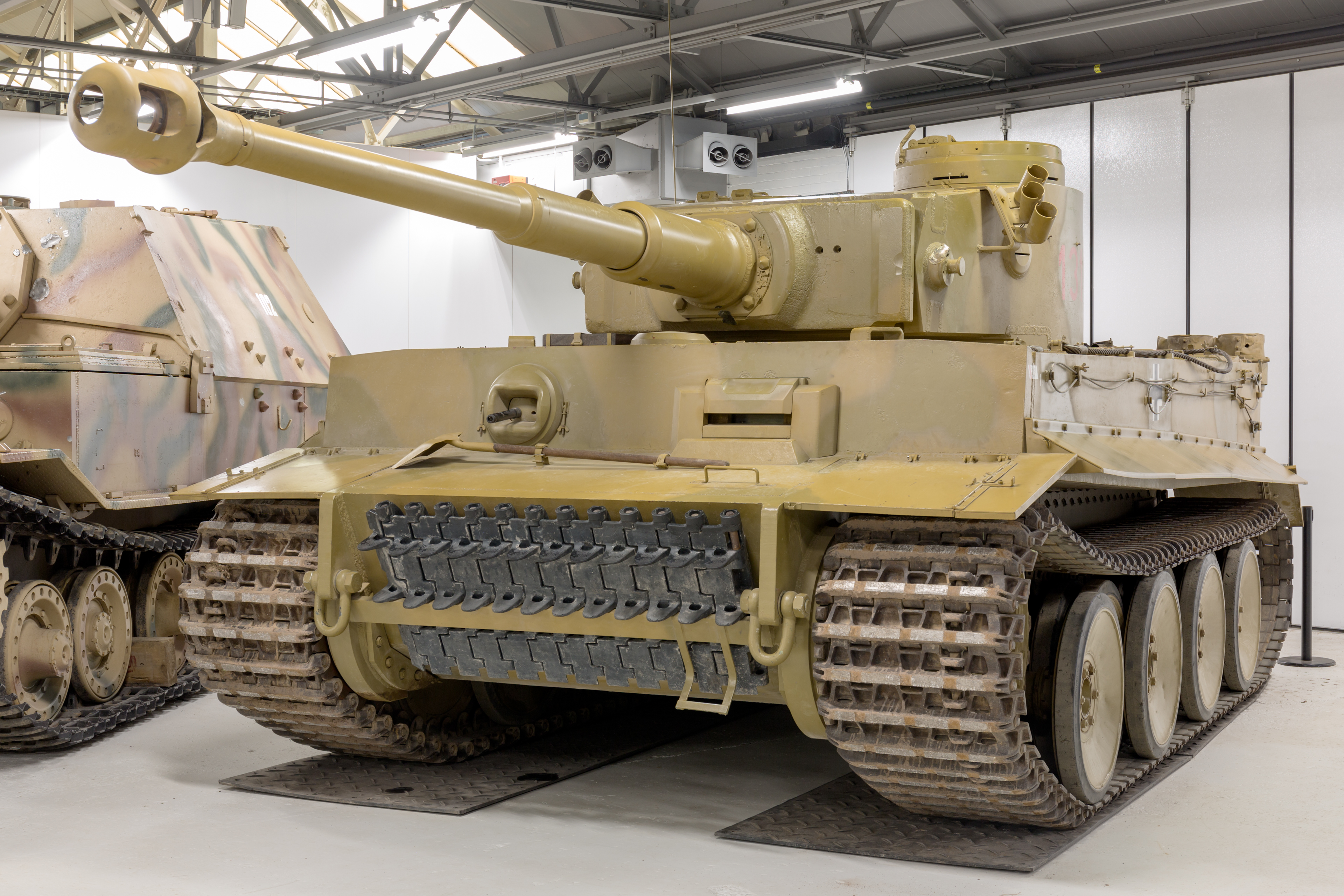
O Tiger 131 no Museu de Tanques em Bovington, Dorset, na Inglaterra, em 2017.

O Tiger 131 foi reparado com peças de outros Tigers destruídos e avaliado para julgar seu desempenho. Foi exibido em Túnis e formalmente inspecionado lá pelo rei Jorge VI e Winston Churchill. O tanque foi enviado para a Inglaterra em outubro de 1943, onde foi exibido como um troféu em vários locais para elevar o moral em tempos de guerra antes de ser submetido a extensos testes e avaliações pela Escola de Tecnologia de Tanques em Chobham, que produziu relatórios detalhados sobre sua construção. O tanque foi transferido para o que hoje é conhecido como Museu de Tanques pelo Ministério do Abastecimento britânico em 25 de setembro de 1951, onde recebeu o número de registro 2351 (mais tarde E1951.23).

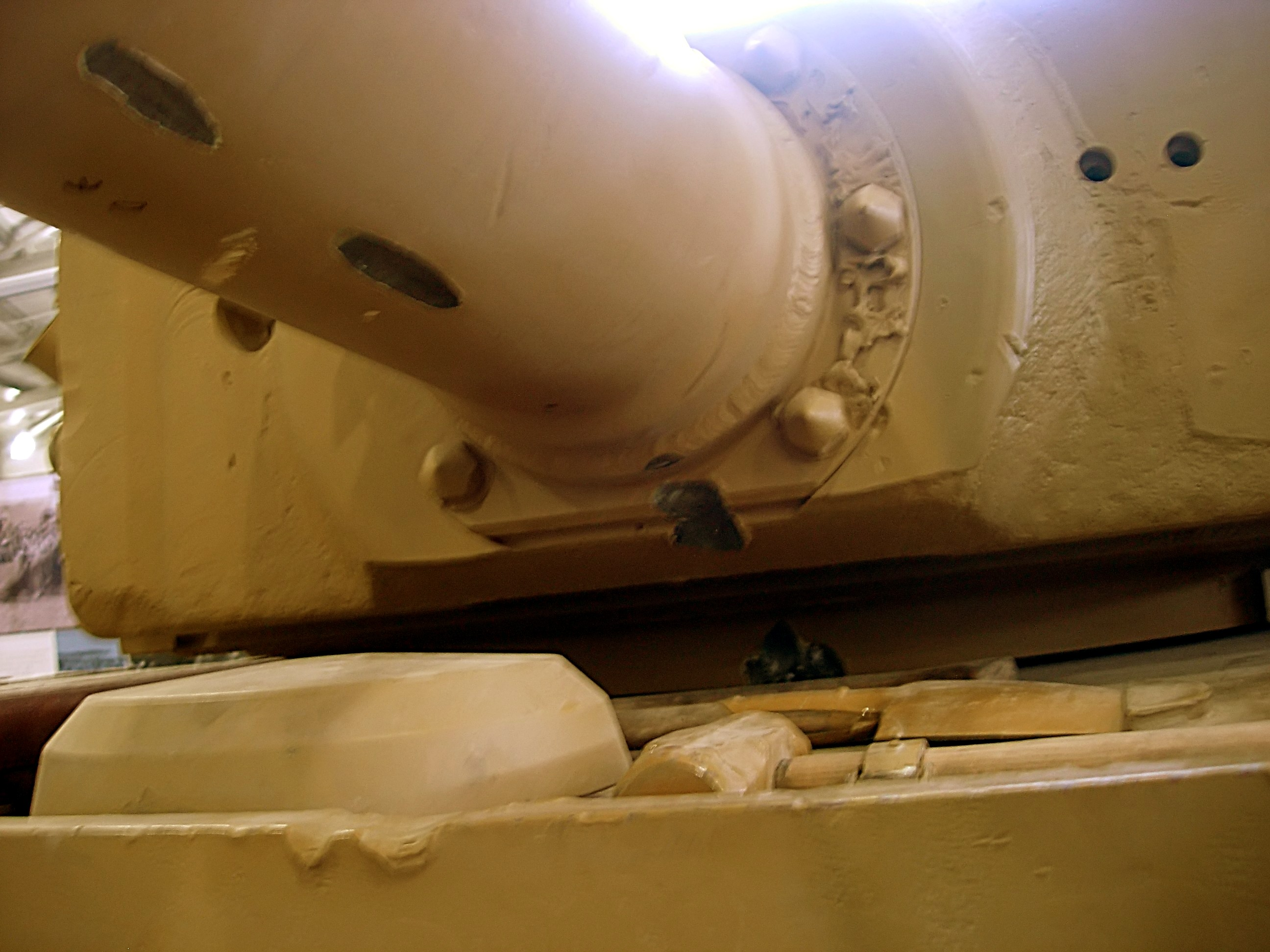
O dano que imobilizou a torre do Tiger 131.

Em 1990, o tanque foi retirado da exposição para um esforço de restauração conjunto da equipe e da Organização de Reparos da Base do Exército, o que envolveu sua desmontagem quase completa. O motor Maybach HL230 do Tiger II do museu foi instalado, já que o Maybach HL210 original do Tiger havia sido removido e cortado em seções transversais para exibição. Um moderno sistema de supressão de incêndio foi adicionado ao compartimento do motor, a única outra alteração significativa. O desgaste e o desempenho do motor do Tiger reformado foram estudados por metalúrgicos para explorar as ligas e o desempenho da fabricação alemã da Segunda Guerra Mundial.
Em dezembro de 2003, o Tiger 131 retornou ao museu com um motor funcionando, tornando-se o único tanque Tiger operável do mundo e a exposição mais popular do museu. Trabalhos adicionais e repintura com cores de época completaram a restauração em 2012, com um custo total estimado em £ 80.000.
Este tanque foi usado no filme Fury de 2014, o que marcou a primeira vez que um Tiger real apareceu em um longa-metragem desde They Were Not Divided (1950).